# 散粒噪声
散粒噪声是一种实验观测中的读出噪声，当观测中数量有限的携带能量的粒子（例如电路中的电子或光学仪器中的光子）数量少到能够引发数据读取中出现可观测到的统计涨落，这种读出的统计涨落被称作散粒噪声。这种噪声在电子学、通信和基础物理领域是相当重要的概念。
这种噪声的强度随着平均电流强度或平均光强度增加，但是由于电流强度或光强度的增加会使信号本身的强度增加相对散粒噪声的增加更快，增加电流强度或光强度实际是提升了信噪比。
散粒噪声的本质在于，通过测量到的电流强度或光强度能够给出收集到的电子或光子的平均数量，但无法得知任意时刻实际收集到的电子或光子数量。其分布按平均值遵循泊松分布。由于泊松分布在大量粒子数时趋向于正态分布，在大量粒子存在时信号中的散粒噪声会呈现正态分布。散粒噪声的标准差此时等于平均粒子数的平方根，信噪比从而为
{\displaystyle SNR={\frac {N}{\sqrt {N}}}={\sqrt {N}}\,}
这里{\displaystyle N\,}是采集到的平均粒子数。当{\displaystyle N\,}很大时信噪比也会很大。因此尤其当测量中采集的粒子数很少时对散粒噪声的分析就显得非常重要。

## 解释

### 直观解释
散粒噪声的存在是由于光或电流是由处在运动中的离散的且量子化的波包构成。想像一束从激光器中出射的光照射到墙上，这束光由量子化的波包或光子构成。当照射到墙上的光斑足够亮以至于能够被肉眼直接看到时，这束光每秒钟撞击到墙上的光子可以有几十亿个。由此试想如果调低激光器的功率使光斑逐渐变得不可见，可以想象理论上能够达到使激光器中出射的光子每秒只有几个的状态。但在这里要注意，所谓“每秒只有几个光子”照射到墙上是指平均每秒照射到墙上的光子数，而量子理论指出光子从激光器中出射的时间是随机的，也就是说如果平均每秒出射光子数为5，实际出射的光子数可能在前一秒是2，下一秒是10，这样的量子涨落被称作散粒噪声。

### 电子器件中的散粒噪声
电子器件中的散粒噪声来自于导体中电流的随机涨落，即来自携带电流的离散载体电子。这在P-N结中经常是一个问题，而在金属导线中这些随机涨落会通过独立电子之间的互相关性而消除。
在电子器件中，散粒噪声要和处于热平衡状态的电流涨落相区别，后者在没有任何电压或平均电流的情形下同样存在，它被称作约翰森-奈奎斯特噪声（热噪声）。
散粒噪声是一个泊松过程，载流子使噪声遵循泊松分布，其涨落的标准差为
{\displaystyle \sigma _{i}={\sqrt {2\,q\,I\,\Delta f}}}
其中{\displaystyle q\,}是基本电荷，{\displaystyle \Delta f\,}是测量噪声所覆盖的频域带宽，{\displaystyle I\,}是通过器件的平均电流。所有物理量都使用国际单位制。
如果平均电流为100毫安，噪声通过带宽为1赫兹的滤波器，其散粒噪声为
{\displaystyle \sigma _{i}=0.18\,\mathrm {nA} }
当电流通过一个电阻时，所产生的散粒噪声功率为
{\displaystyle P=2\,q\,I\,\Delta fR.}
如果电荷不是局部的，而是存在一个时间分布{\displaystyle qF(t)\,}，其中分布函数{\displaystyle F(t)\,}对时间的积分归一，则噪声的功率谱密度为
{\displaystyle S_{i}(f)=2\,q\,I\,|\Psi (f)|^{2},}
其中{\displaystyle \Psi (f)\,}是{\displaystyle F(t)\,}的傅立叶变换。

### 量子光学中的散粒噪声
在量子光学中，散粒噪声来源于光量子的涨落，也就是电磁场能量的量子化。散粒噪声是量子噪声中主要的部分。
散粒噪声不仅能够在少量光子的场合使用光电倍增管测量，也能够在强光场合使用光电二极管并以高时间分辨率的示波器测量。由于光电流和光强（光量子数）成正比，电磁场能量的涨落经常能够包含在对电流的测量中。
对于像激光这样的相干光源，散粒噪声的大小和光强的平方根成正比：
{\displaystyle \Delta I^{2}\ {\stackrel {\mathrm {def} }{=}}\ \langle \left(I-\langle I\rangle \right)^{2}\rangle \propto I.}

### 引力波探测器中的散粒噪声
根据采样定理，在引力波探测器中若要测量频率为{\displaystyle f\,}的引力波信号，需要每秒至少做{\displaystyle 2f\,}次测量，因此一次累积光子的时间可设为{\displaystyle 1/2f\,}。则对功率为{\displaystyle P\,}的光信号，可以得到的光子数量为
{\displaystyle N={\frac {P/({\frac {hc}{\lambda }})}{2f}}\,}
光子到达光接收器的行为是一个泊松过程，因此它们会随机地影响光强分布产生随机涨落，这种随机涨落有可能会淹没真正的引力波信号或形成看上去像引力波信号的伪信号。由于散粒噪声和光子数量的平方根成反比，积累的光子数量{\displaystyle N\,}越多，得到的干涉信号就越平滑。如果使用波长为1微米量级的红外线，测量精确度可达到
{\displaystyle \delta l_{shot}=\lambda /(2\pi {\sqrt {N}})}
虽然从散粒噪声的角度而言积累的光子数量越多越好，但由于采样定理的限制，一次积累光子的时间不能太长，否则太低的采样频率会造成频率混叠，因此提高灵敏度只能靠提高激光功率。